# Scoliophthalmus micantipennis
Scoliophthalmus micantipennis är en tvåvingeart som beskrevs av Oswald Duda 1935. Scoliophthalmus micantipennis ingår i släktet Scoliophthalmus och familjen fritflugor. Inga underarter finns listade i Catalogue of Life.